# اللاسلطوية في بولندا
تطورت اللاسلطوية في بولندا (بالانجليزية: Anarchism in Poland) في مطلع القرن العشرين تحت تأثير الأفكار اللاسلطوية من أوروبا الغربية وروسيا.
قبل استقلال بولندا عن الإمبراطورية الروسية، ظهرت العديد من المنظمات اللاسلطوية داخل المنطقة التي أصبحت لاحقًا تُعرف باسم الجمهورية البولندية الثانية. تشكلت أولى هذه المنظمات، المعروفة باسم «النضال»، في بياويستوك عام 1903. في السنوات اللاحقة، تم تأسيس منظمات مماثلة في جنازنة ووارسو وودج وسيدلس وتشيستوخوفا وكيلسي، ومدن أخرى. واحدة من أكثر هذه المنظمات نشاطًا كانت مجموعة تُعرف باسم «المنظمة الدولية»، التي أسست مركز قاعدتها في وارسو. نظمت هذه المجموعة، المكونة من عمال يهود، إضرابات في جميع أنحاء المدينة أثناء فترة الثورة في مملكة بولندا عام 1905.
طبّق النظام القيصري (الذي سيطر على جزء كبير من بولندا قبل عام 1914) مستوى عالٍ من أشكال الاستبداد. اعتادت السلطات إطلاق النار على العمال المتظاهرين. في يناير عام 1906، ألقت السلطات القبض على ستة عشر من أعضاء المنظمة الدولية وأطلقت النار عليهم دون محاكمة.
كان من بين المنظرين البولنديين البارزين في اللاسلطوية واللاسلطوية النقابية إدوارد أبراموفسكي (1868-1918) ويان واكلاف ماشاجسكي (1866-1926) وأوغستين وروبليفسكي (1866-1923) ورافائيل غورسكي (1973-2010).

## الخلفية

### حركة اللاسلطوية خلال عملية التقسيم
تمثل رواد الحركة اللاسلطوية البولندية بحركة الإخوة البولنديين التي ظهرت في القرن السادس عشر. عُدت الحركة واحدة من التيارات البروتستانتية التي تحمل موقفًا واضحًا مناهضًا للدولة والحرب والشيوعية. من بين الإخوة المنضمين للحركة، كان هناك ممثلون للعامة والبرجوازية والنبلاء. أعلنوا مبدأ الأخوة بين جميع الناس. رفضوا الخدمة العسكرية والعمومية وأدانوا عقوبة الإعدام، وقد رفضوا أيضًا إمكانية امتلاك العقارات المستفيدة من قنانة الفلاحين.
يمكن أيضًا تتبع بدايات الحركة اللاسلطوية البولندية إلى دوائر الديمقراطية الراديكالية في القرن التاسع عشر. تبنت الحركة فكرة الإدارة المجتمعية، وبالتالي الحكم الذاتي للبلديات، والجمع بين الحرية الديمقراطية والمساواة مع وجود رابط أخلاقي متين. على سبيل المثال، أشار يواكيم ليلويل إلى قواعد الإدارة المجتمعية. أشارت بدورها الجمعية الديمقراطية البولندية إلى هذه الفكرة أيضًا. تأثر تطور نظرية الحكم الطائفي بعلاقاتها مع اللاسلطوية الأوروبية. على الرغم من أن الديمقراطيين البولنديين لم يكونوا مهتمين جدًا بأعمال بيير جورزيف برودون، إلا أن آراء ميخائيل باكونين السلافي قد قوبلت بالترحيب. انتهى المطاف بانضمام العديد من المهاجرين البولنديين إلى جمعية باكونيان للأخوة الدوليين. حاول أنصار اللاسلطوية البولنديون الجمع بين تقاليد البلدية وأشكال جديدة من العمل مثل الإضرابات.
في عام 1864، تم إنشاء المركز الجمهوري البولندي على يد كل من جوزيف هاوك بوساك ولودفيك بولفسكي وليون زينكوفيتش. أنشأ جوزيبي مازيني التقسيم البولندي من التحالف الجمهوري العالمي.
في كل من التقسيمات، اتخذت اللاسلطوية شكلًا مختلفًا بعض الشيء. في التقسيم النمساوي الليبرالي سادت النزعة الإصلاحية، حيث كانت النقابية-اللاسلطوية هي الأكثر شعبية. لكن الوضع كان مختلفًا في التقسيم الروسي، حيث لم يكن هناك سوى صراع ثوري محتمل. في التقسيم البروسي، حصلت الحركة الاشتراكية، ومن خلالها اللاسلطوية، على القليل من الدعم أيضًا.
يشير دانيال غرينبرغ إلى أن أول مجموعة بولندية معروفة تشير إلى اللاسلطوية تمثلت في الجمعية الاجتماعية الثورية البولندية، التي تعمل بين المهاجرين البولنديين في زيورخ في عام 1872. متأثرة بباكونين، اعتمدت الجمعية أجندة لاسلطوية. ومع ذلك، عندما انضم جوزيف توكارزفيتش إلى الجمعية، أنشأ برنامجًا جديدًا، تم فيه التخلي عن فكرة الطبيعة عديمة الجنسية للمجتمع البولندي المستقبلي الموجود في النسخة الباكونينية.
من بين المنظمات اللاسلطوية الأخرى كانت منظمة الإخوة الأحرار. عملت هذه المجموعة في عام 1897 في غاليسيا، بين المعلمين وطلاب المدارس الإعدادية من كراكوف. احتوى برنامجها، بصرف النظر عن الأفكار اللاسلطوية، على موضوعات شعبية وديمقراطية وطنية. أيّد الأخوة الأحرار على فكرة الإرهاب الفردي.
في عام 1903، تأسست مجموعة لاسلطوية أخرى تدعى والكا في بياليستوك بمبادرة من النساجين اليهود. أقام نشطاء النزاع اتصالاتهم مع دوائر منظمة الأرض والحرية الروسية والجماعات اللاسلطوية الغربية التي تنظم نقل المواد التعليمية والأموال والأسلحة. تسبب النزاع في الإرهاب الاقتصادي، ما أثار غضب العاطلين عن العمل في منطقة بياليستوك. من أكبر عمليات النزاع: الهجوم الناجح على مكتب المقاطعة في كرينكي، حيث تمكن اللاسلطويون من الحصول على كميات كبيرة من استمارات جوازات السفر؛ وإطلاق النار على رئيس شرطة بياليستوك؛ وأيضًا محاولة اغتيال مالك المصنع المدعو كوغان في عام 1904.
مع اندلاع الثورة الروسية عام 1905، بدأت الجماعات اللاسلطوية الجديدة في الظهور في بولندا. في نفس العام، تأسست منظمة لاسلطوية شيوعية تسمى الراية السوداء في بياليستوك على يد جودا غروسمان روشتشين. وفقًا لبعض الإحصائيات، بلغ عدد أعضاء الراية السوداء في بياليستوك وحدها حوالي 500 شخص. في عام 1906، أنشأوا اتحادًا قويًا شمل النساجين البولنديين واليهود والدباغين وعاملي الفراء والخياطين والنجارين. دعا الفرسان السود - مثلما أطلق عليهم أيضًا - إلى الإرهاب الاقتصادي، وقبل كل شيء، ما يسمى بالإرهاب غير المحفز والموجه إلى جميع ممثلي البرجوازية. نشطت عمليات مجموعة الراية السوداء في أماكن أخرى مثل فيلنيوس.

في عام 1905، ظهرت مجموعة مكونة من حوالي 120 شخصًا تدعى المجموعة الدولية في وارسو. أعلنت هذه المنظمة بيانًا يدعو إلى إضراب عام وأجرت تحريضًا بين عمال وارسو ونظمت عمليات تخريب متعمد وأشعلت النار في المخابز ووزعت الخبز على الناس الفقراء. في نفس العام، نشطت أيضًا مجموعة وارسو اللاسلطوية الشيوعية «إنترناسيجني»، التي نفذت هجماتها باستخدام القنابل ونهبت الأموال من رواد الأعمال الأثرياء. قامت مجموعة «إنترناسيجني» بنشاط دعائي مباشر. جاء في أحد مناشداتها ما يلي:
إلى الأمام أيها الأخوة، من أجل النضال العظيم الذي يخافه جميع الطغاة، إلى الأمام من أجل الشيوعية اللاسلطوية والثورة الاجتماعية! الموت للطغاة والبرجوازية! الموت للعديد من المالكين والديكتاتوريين! يسقط نظام الملكية الخاصة ويشقط المدافعين عنها الديمقراطيين! عاش تضامن النضال الطبقي للبروليتاريا! عاشت الثورة الاجتماعية! تحيا الشيوعية اللاسلطوية!

- إن معركتنا صعبة، لكنها مثمرة - نداء المجموعة «الدولية» في أكتوبر عام 1905، «المناشدات والإعلانات الخاصة بالجماعات اللاسلطوية البولندية.
تميز الاشتراكي السابق أوغستين وروبليفسكي بنشاطه في التقسيم النمساوي. أنشأ مجموعة في كراكوف، وكانت الهيئة الصحفية لها هي مجلة النقابية اللاسلطوية «سبراوا روبوتنيسزا». ومع ذلك، لم تتطور الحركة النقابية في غاليسيا إلى حد كبير.
بينما كانت الجماعات العاملة في بولندا تميل في كثير من الأحيان إلى استخدام الإرهاب، كان المفكرون البولنديون المرتبطون باللاسلطوية يؤيدون الحلول السلمية والبناءة. بصرف النظر عن ماشاجسكي، الذي «عُرف بأنه ماركسي متمرد وليس لاسلطوي بالمعنى الدقيق للكلمة»، ولا بد من ذكر إدوارد أبراموفسكي وأوغستين وروبليفسكي وجوزيف زيلينسكي.